# Saint-Christophe-en-Boucherie

Saint-Christophe-en-Boucherie este o comună în departamentul Indre, Franța. În 1 ianuarie 2022 avea o populație de 234 de locuitori.